# 타이타닉 타운
《타이타닉 타운》(영어: Titanic Town)은 1999년에 개봉한 영국의 영화이다.

## 한국판 성우진(SBS) (2007년 1월 28일)
- 김정희 - 버니(줄리 월터스)
- 이봉준 - 에이단(키어런 하인즈)
- 문지현 - 애니(누알라 오닐)
- 안용욱 - 디노(시어런 맥미너민)
- 이연희 - 팻시(재즈 폴락)
- 홍승섭 - 워팅턴(올리버 포드 데이비스)
- 김태웅 - 토니(로컨 크래니치)
- 박신영 - 노라(도린 햅번)
- 양정애 - 로잘린(캐시 화이트)
- 정훈석 - 핀바(데스 맥알리어)
- 하성용 - 토마스(제임스 로런)
- 김지영 - 사네드(엘리자베스 도너히)